# Adam Eriksson
Adam Lars Eriksson (Borås, 13 luglio 1990) è un ex calciatore svedese, di ruolo difensore.

## Carriera
Nativo di Sparsör, frazione del comune di Borås, ha iniziato a giocare nelle giovanili dello Sparsörs AIK, per poi entrare nel 2005 nel vivaio della principale squadra cittadina, l'Elfsborg, rimanendovi per quattro anni.
La sua carriera senior è iniziata nel 2009 al Norrby, altra squadra di Borås, che all'epoca militava nel campionato di quarta serie. Al termine della sua prima stagione al Norrby ha potuto festeggiare la promozione in terza serie.
Dalla stagione 2012 si è trasferito al Falkenberg, con cui ha collezionato le prime presenze personali in Superettan. Nel 2013, anno della prima storica promozione del Falkenberg in Allsvenskan, è partito titolare in tutte le occasioni, ad eccezione di un match in cui era squalificato. Il rinnovo biennale firmato nell'ottobre 2013 gli ha permesso di giocare altre due stagioni con il Falkenberg, entrambe concluse con la salvezza.
Scaduto il contratto con il Falkenberg, libero da vincoli contrattuali, a partire dal 1º gennaio 2016 è diventato ufficialmente un giocatore dell'Helsingborg firmando fino al termine della stagione 2018. Il suo primo tecnico in rossoblu è stato Henrik Larsson, che già era stato suo allenatore nel 2014 al Falkenberg. Al termine della stagione 2018 Eriksson ha firmato un rinnovo biennale, con anche un'opzione per un terzo anno. Ha lasciato la squadra al termine dell'Allsvenskan 2020, conclusa con la retrocessione.
Dopo essere rimasto svincolato per alcuni mesi, il 2 agosto 2021 è stato ufficialmente reso noto il suo ritorno al Falkenberg (campionato di Superettan) fino alla fine dell'anno. Al termine di quella stagione la squadra è retrocessa in terza serie. Eriksson è ugualmente rimasto in rosa fino al suo ritiro, avvenuto nel dicembre 2023.

## Palmarès

### Club

#### Competizioni nazionali
- Superettan: 2

Falkenberg: 2013
Helsingborg: 2018